# Famille Monnier de Noironte
La famille Monnier de Noironte est une famille éteinte de la noblesse française originaire de Franche-Comté.

## Histoire
Bon Monnier, notaire à Besançon, fut anobli en 1636 par l'empereur Ferdinand II et alors que la Franche-Comté de l'époque, appelée Comté de Bourgogne, passa sous domination espagnole, il reçut à sa demande des lettres de confirmation du roi Philippe IV d'Espagne le 23 septembre 1642,.
Anne Jacquinot, Dame de Noironte, petite-fille de Denis Franchet, se marie le 13 juillet 1635 avec Claude Bon Monnier. De son premier mariage avec Jean Simon de Menou, elle a eu une fille, Etiennette de Menou, qui s'est elle-même mariée avec Anatoile Bon Monnier, fils de Claude Bon Monnier. La seigneurie de Noironte arrive ainsi dans le giron de la famille Monnier.
En 1700, à la mort de son beau-père Claude-François Compagny, Charles Monnier hérite des terres d'Usier et de Courvières.
Par lettres patentes de septembre 1713, les terres de Noironte, Mamirolle et Courvières sont érigées en marquisat sous le nom de Monnier. Charles Monnier devient le premier marquis de Monnier.
En 1760, Étienne Pourcy, magistrat de Salins, vend son domaine de Nans à Claude-François de Monnier.

## Armoiries
- Armes : D'azur à la bande d'or accompagnée de deux besants du même[1]. Le blason est timbré d'une ramure de cerf d'or[4].
- Devise : Semper idem (Toujours le même)

## Arbre
- Bon Monnier (1576- ) 
x (26 septembre 1588) Jeanne Dayne
  - Claude Bon Monnier (21 novembre 1596 - 22 décembre 1651)
x (13 juillet 1635) Anne Jacquinot, Dame de Noironte 
x Charlotte Doroz
    - Anatoile Bon Monnier (1er février 1625 - 27 janvier 1651)
x (1640) Etiennette de Menou, Dame de Mamirolle
      - Bon Anatoile Monnier (11 février 1641 - 16 mars 1678).
x (4 septembre 1667) Claude-Marguerite de Chaffoy (1881-1913)
        - Charles de Monnier (27 mai 1669 à Besançon - 1733).
x (8 juillet 1692 à Pontarlier) Marie-Gabrielle Compagny, Dame de Courvières.
          - Jeanne Baptiste de Monnier (1693-1693)
          - Marie Françoise de Monnier (1694- ).
x (4 juin 1726) Pierre-François Garnier, Seigneur de Parthey[5].
          - Denise de Monnier (1695- )
          - Jeanne Claude de Monnier (1698- )
          - Charles François de Monnier (1701-1702)
          - Jeanne Baptiste de Monnier (1704- )
          - Claude-François de Monnier (2 octobre 1705 à Besançon - 4 mars 1783 à Pontarlier).
x (27 août 1726 à Dole) Claude-Antoinette d'Arvisenet de Lavans ( -1771)
            - Gabrielle de Monnier (22 janvier 1744 - 1802).
x (15 avril 1771 à Metz)  Jacques Marie Le Boeuf de Valdahon (1738-1787)

          - x (2 juillet 1771 à Trouhans) Sophie de Ruffey (1754-1789)
          - Jeanne Catherine de Monnier, chanoinesse
          - Anne Ignace de Monnier (1708- )
          - Marie Denise de Monnier, ursuline à Besançon
          - Marie Anne de Monnier
          - Anne Claudine de Monnier, chanoinesse à l'Abbaye Royale de Montigny

        - Jean-Baptiste Monnier (24 juin 1672 - 14 septembre 1766)

      - Marie Anne Monnier (22 avril 1642 à Besançon - 17 mars 1721 à Besançon)
x (24 août 1660 à Noironte) Philippe Eugène Chifflet (1630-1713)

    - Bon Monnier

  - N. Monnier
  - Bonaventure Monnier
  - Catherine Monnier
  - Jeanne Monnier (1609-1670)
x (1632) Jean Lampinet

## Personnalités
- Claude Monnier (1596-1651) fut lieutenant général de Vesoul (bailliage d'Amont). Il fut nommé par Philippe IV conseiller au Parlement de Dole par lettres patentes du 5 janvier 1647, fonction qu'il occupa à partir du 27 mars 1647 et jusqu'à sa mort le 2 septembre 1651[6],[7].
- Bon Anatoile Monnier (1641-1678) fut président du Conseil des 28 notables de la ville libre de Besançon de 1660 à 1678.
- Charles de Monnier (1669-1731), 1er marquis de Monnier, fut maire de Besançon (1697), conseiller au Parlement de Besançon, Conseiller d'État (1719), Premier président de la Chambre des Comptes de Dole (1711-1731).
- Jean-Baptiste Monnier de Noironte (1672-1766)[8] fut chanoine de l'église métropolitaine de Besançon, conseiller clerc au Parlement de Besançon, archidiacre de Salins, official du Chapitre de Besançon, seigneur prébendier de Pérouse.
- Claude-François de Monnier (1705-1783), 2ème marquis de Monnier, fut conseiller au Parlement de Besançon (1727-1732) et Premier président de la Chambre des Comptes de Dole (1731-1771). Sa deuxième femme, Sophie de Monnier, devint la maîtresse de Mirabeau qui lui adressa ses fameuses Lettres à Sophie.

## Propriétés
- Le château de Noironte

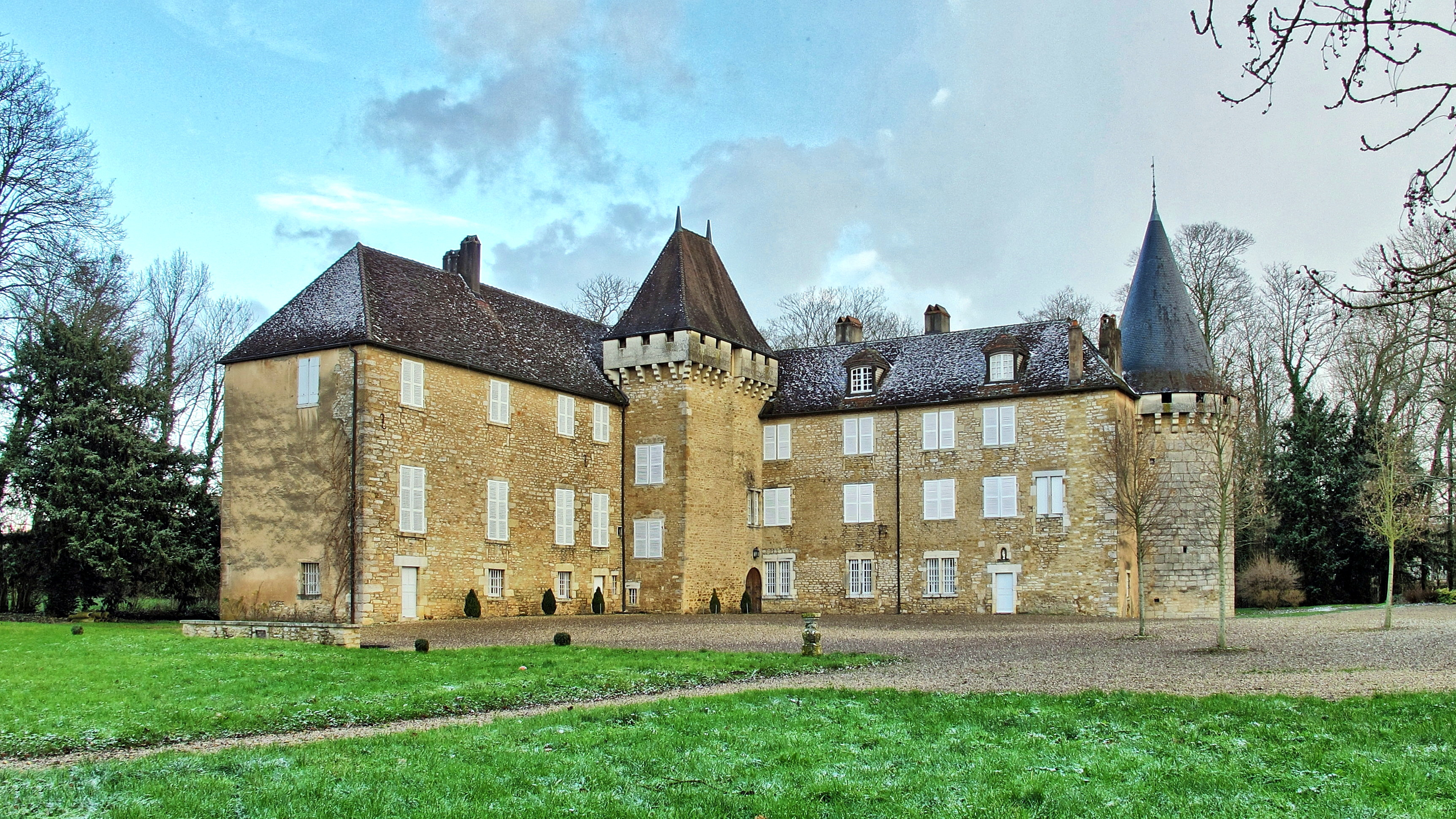
Le château de Noironte.

- Le château de Nans, dit Château Mirabeau

## Alliances
Les principales alliances de la famille de Monnier de Noironte sont :

Hommes : De Fouvens, Fauche de Domprel, Pelissonnier, Compagny de Courvières, d'Arvisenet, de Menou, du Champ, de Montgenet, de Linard, Clerc, Richard de Ruffey, Dayne, Ramey, Doroz, Jacquinot, de Chaffoy, le Maillot, Bonnot, Montrivel, Bouhélier, de Wassorvas, de Loubert.

Femmes : Saule, Brocquart de Bussières, Bouverot, Daclin, Alix, de Lampinet, Mareschal de Bouclans, Mareschal d'Audeux, Garnier de Choisey, Hugon de Poyant, Chifflet, d'Orchamps, de Loriol, Florimond, le Bœuf de Valdahon, de Bréda.